# Espoon Kiekkoseura
Espoon Kiekkoseura (w skrócie EKS) – fiński klub hokeja na lodzie z siedzibą w Espoo.
Klub powstał w 1988 wskutek drużyn fuzji Jupperin Athletes-58 i Karakallion Pallo, powstałych w północnych częściach Espoo.

## Zawodnicy
Wychowankami klubu zostali: Jani Rita, Tero Koskiranta, Veli-Matti Savinainen, Jarno Koskiranta, Ville Lajunen.